# Perendy László
Perendy László (Gelse, 1954. szeptember 17.–) magyar piarista szerzetes, egyetemi tanár.

## Élete
Gyermekkorát szülőfalujában és Nagykanizsán töltötte. 1969 és 1973 között a kecskeméti piarista gimnázium diákja volt, érettségi után lépett be a piarista rendbe. A budapesti noviciátust követően 1974-től teológiát tanult a rendtartomány hittudományi főiskoláján, a Kalazantinumban, és sorkatonai szolgálata után az Eötvös Loránd Tudományegyetemen készült biológia–kémia szakos tanárnak. Harmadéves hallgatóként harmadik szakjaként az angolt is felvette. 1980-ban tett örökfogadalmat a rendben, a következő évben, 1981. február 22-én Marosi Izidor váci segédpüspök a kecskeméti piarista templomban pappá szentelte, és megszerezte biológia–kémia szakos tanári diplomáját is, így 1981 őszén a tartományfőnök rendelkezése szerint megkezdhette tanári munkáját a kecskeméti piarista gimnáziumban.
Tanári pályájának első, 1981 és 1992 közötti szakasza egy rövid budapesti kitérő kivételével (1982/1983–1983/1984) Kecskeméthez kötődik. Három tárgyának szaktanáraként, illetve egy évig kollégiumi nevelőtanárként, majd négy éven át (1984/1985–1987/1988) osztályfőnökként szolgált az iskolában. Ezzel párhuzamosan az első évben befejezte angoltanári képzését, azután az Eötvös Loránd Tudományegyetem Természettudományi Karán ökológiai témában írt értekezésével szerzett egyetemi doktori fokozatot 1985-ben. 
Közben – rendkívüli hallgatóként, egyéni tanrenddel – beiratkozott a budapesti Római Katolikus Központi Hittudományi Akadémiára. Itt Vanyó László szemináriumainak hatására fordult érdeklődése az ókeresztény irodalom felé. Az ő vezetésével jutott el a licenciátusi fokozatig 1989-ben. Ezt követően, miután felvételt nyert a Leuveni Katolikus Egyetem doktori iskolájába, az előkészítő tanévet (1989/1990) tartományfőnöke engedélyével Belgiumban töltötte, majd hazatérve egyéb feladatai mellett fejezte be a doktori (PhD) képzést. Disszertációját, melyet Boudewijn Dehandschutter professzor mentorálásával patrisztikai témából, a II. századi görög apologéták teremtéstanáról írt, 2000-ben védte meg.
Az 1991. évi tartományi káptalan asszisztenssé választotta, e tisztséget 1995-ig, a következő káptalanig töltötte be Jelenits István tartományfőnök mellett. Eközben, az 1992/1993. tanév elején áthelyezték a budapesti rendházba. Az ottani piarista gimnázium tanára lett, miközben, a Kalazantinumban a rendi növendékeknek tanított patrológiát. Szintén 1992-től Nagykanizsán, az akkor általános iskolaként, világi tanárokkal újrainduló volt piarista iskolában is ő képviselte a rendet. „A következő négy évben szombatonként Pestről Kanizsára utaztam” – vallotta erről egy 2016-os interjúban, – „vasárnap diákmisét tartottam, illetve időnként kirándultunk, hétfőn pedig órákat látogattam, és gyakran tárgyaltam a város vezetőségével, hogy minden évben adjanak át használatra annyi osztálytermet, amennyi az adott évben szükséges. Keddtől péntekig a budapesti gimnáziumban, szombaton pedig a teológiai főiskolán tanítottam.” 1996–1999 között igazgatóként egészen a nagykanizsai piarista iskola szolgálatában állt, bár kalazantinumi óráit Budapesten továbbra is megtartotta. Ez idő alatt indultak el az iskolában az első gimnáziumi osztályok. 
Budapestre visszatérve 1999-ben újra gimnáziumi tanár és osztályfőnök (2000/2001–2005/2006) lett, az ókeresztény irodalom és történelem oktatását pedig 2000-től a Kalazantinum helyére lépő Sapientia Szerzetesi Hittudományi Főiskolán a Patrológiai és Egyháztörténelmi Tanszék vezetőjeként folytatta. Egykori mestere, Vanyó László halála után, 2004-ben pályázat útján elnyerte a Pázmány Péter Katolikus Egyetem Hittudományi Karának Ókeresztény Egyháztörténeti Tanszékét. A két tanszék vezetése mellett 2006-ban kivált a gimnáziumi munkából. 2009-ben habilitált, a pápai Katolikus Nevelésügyi Kongregáció 2010-ben professor ordinarius-szá, a magyar köztársasági elnök 2011-ben egyetemi tanárrá nevezte ki. 2013-tól a PPKE BTK Történelemtudományi Doktori Iskola tagja. Tanári munkája mellett rendszeresen publikál patrisztikai témájú tanulmányokat és a könyveket, és részt vesz szakterületének tudományos életében. A Magyar Patrológiai Társaság alapító tagja (2001–), az Európai Katolikus Teológiai Társaság (European Society for Catholic Theology – ESCT) tagja, magyar tagozatának korábbi elnöke, jelenleg alelnöke, 2019 óta a Patrisztikai Tanulmányok Nemzetközi Társasága (Association Internationale d’Études Patristiques) tagja, a Teológia című folyóirat szerkesztőségi titkára, az Ókeresztény örökségünk, a Studia Patrum, a Litteratura Patristica és az Ókori keresztény írók című könyvsorozatok szerkesztőbizottsági tagja.
Rendi közösségében 2003-tól kezdve többször is viselt házfőnöki tisztséget: 2011-ig a Kalazantinum növendékház élén állt, 2011-től 2015-ig, és 2023-tól ismét a budapesti rendházat vezette. Ő volt tehát a Váci utcába visszaköltözött rendi közösség első elöljárója.
A kirándulást és a sportot fiatal korától nagyra tartotta mind kikapcsolódásként, mind nevelési eszközként. Számtalan iskolai túra megszervezésén túl ez vezette őt a Katolikus Iskolák Diák Sportszövetségébe is, amelynek az ezredforduló után négy évig elnöke volt, majd a Katolikus Iskolák Nemzetközi Diáksportszövetségében (Fédération Internationale Sportive de l’Enseignement Catholique – FISEC) 12 éven át, 2016-ig vezette a pedagógiai és pasztorális bizottság munkáját.
2016-ban megkapta A Magyar Érdemrend tisztikeresztje kitüntetést. 2022-ben a Szent István Tudományos Akadémia rendes tagjai közé választották.

## Könyvei
- Antiokhiai katekézis a II. század végén: Theophilosz püspök munkássága. Budapest: Jel Kiadó. 2012.
- Az üldözött egyház hangja: Tanulmányok a II. és III. század keresztény irodalmáról. Budapest: Jel Kiadó. 2022.

## Interjúk
- Schüttler Tamás:  Hit és természettudomány az iskolában: Beszélgetés Perendy László piarista szerzetes tanárral.  Új Pedagógiai Szemle,  XLII. évf.  3. sz. (1992)  Hozzáférés: 2024. február 14.
- „Piarista tízsorosok” (Sárközi Sándor ötlete nyomán). piarista.hu (2013)  (Hozzáférés: 2024. február 14.)
- Szathmáry Melinda:  „Hálás vagyok a Gondviselésnek, hogy ott lehettem nagy döntések megszületésénél…”.  Piaristák MA,  VI. évf.  2. sz. (2016)  Hozzáférés: 2024. február 14.
- E. I.:  A patrisztika korának kutatója: Perendy László professzor elismerése. Pázmány Online blog (2021. február 5.)  (Hozzáférés: 2024. február 14.)

## Külső hivatkozások
- Magyar Katolikus Lexikon Archiválva 2024. február 16-i dátummal a Wayback Machine-ben
- Sapientia Szerzetesi Hittudományi Főiskola
- Pázmány Péter Katolikus Egyetem
- Országos Doktori Tanács